# Xã Sherman, Quận Monona, Iowa
Xã Sherman (tiếng Anh: Sherman Township) là một xã thuộc quận Monona, tiểu bang Iowa, Hoa Kỳ. Năm 2010, dân số của xã này là 331 người.